# 東京地鐵18000系電力動車組
東京地鐵18000系電聯車（日语：／ Tōkyō Metro 18000-kei densha */?）是東京地鐵半藏門線的通勤型列車，於2021年8月7日投入服務。

## 概要
本列車與17000系一樣，都是為了汰換使用40年以上的營團8000系列車，以及提升乘客舒適度因而生產製造。

## 歷史
- 2020年（令和2年）
  - 9月30日：東京地鐵宣布此列車於2021年上半年投入使用，且同年會有19列（190輛）列車投入服務，完全取代8000系列車。[5]
  - 10月1日：首列列車（18101F）於日立製作所笠戶事業所出厂。[6]
  - 10月1日—3日：18101F由EF210型5號機甲種輸送。[6]
- 2021年（令和3年）
  - 6月2日：東京地鐵宣布此列車於2021年8月正式開始營運。[7]
  - 8月6日：東京地鐵宣布列車於2021年8月7日投入服務。[3]
  - 8月7日：此列車投入服務。[3]

## 規格
東京地鐵的新型車輛都必須要有以下規格：
- 車載空調設備
- 擴大座位寬度
- 擴大車內自由空間
- 車載監控攝像頭安裝
- 引入節能設備
- 下一代車輛信息管理裝置
- 配備脫軌檢測裝置

## 車內
採用該線顏色（紫色）的座椅，並且用強化玻璃來做座椅旁的隔板和行李架，從而有更大的空間感。
車門上安裝了2個液晶显示器。車輛內部安裝了閉路監視器，以防止犯罪活動。

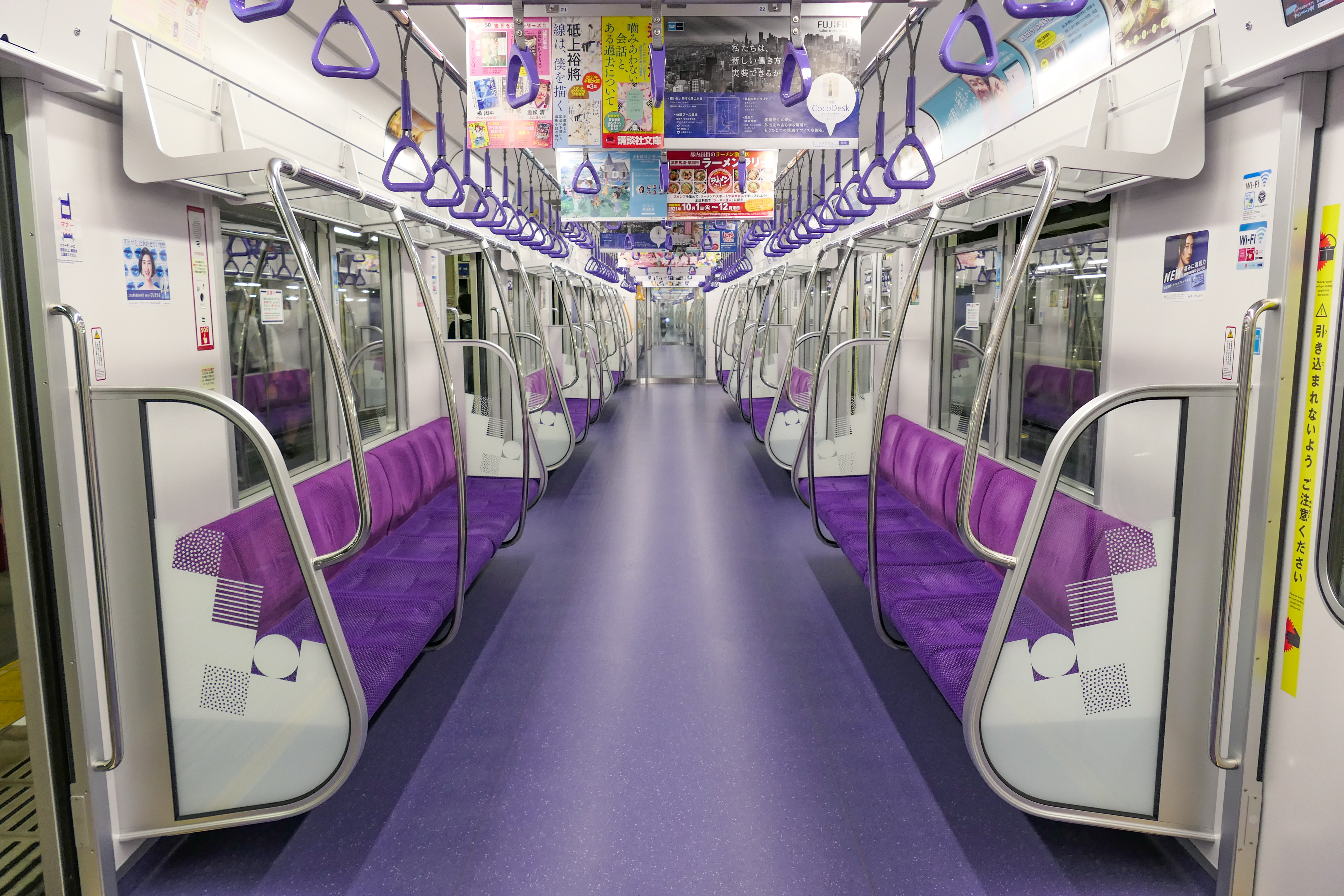
車内全景
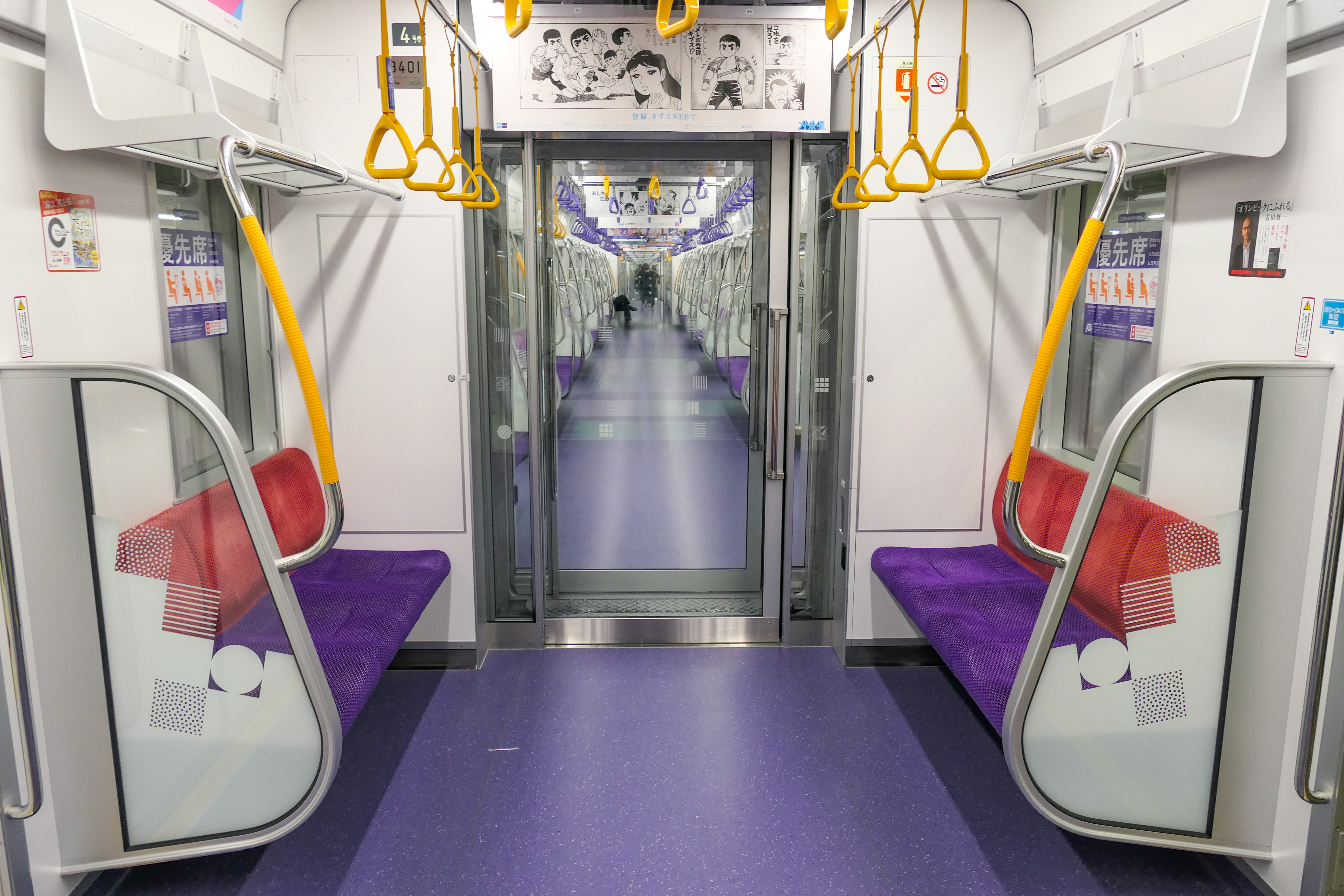
優先席附近
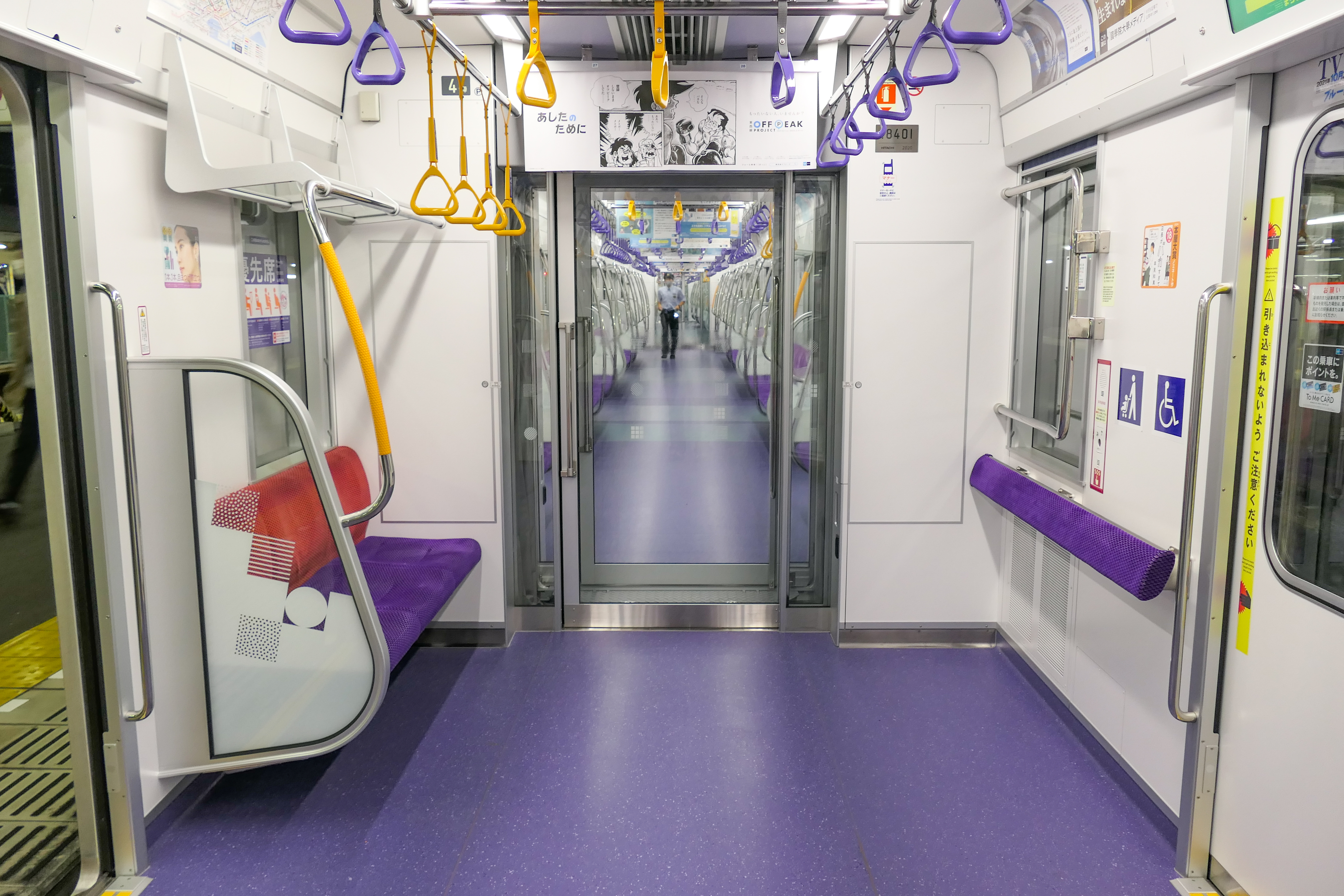
自由空間
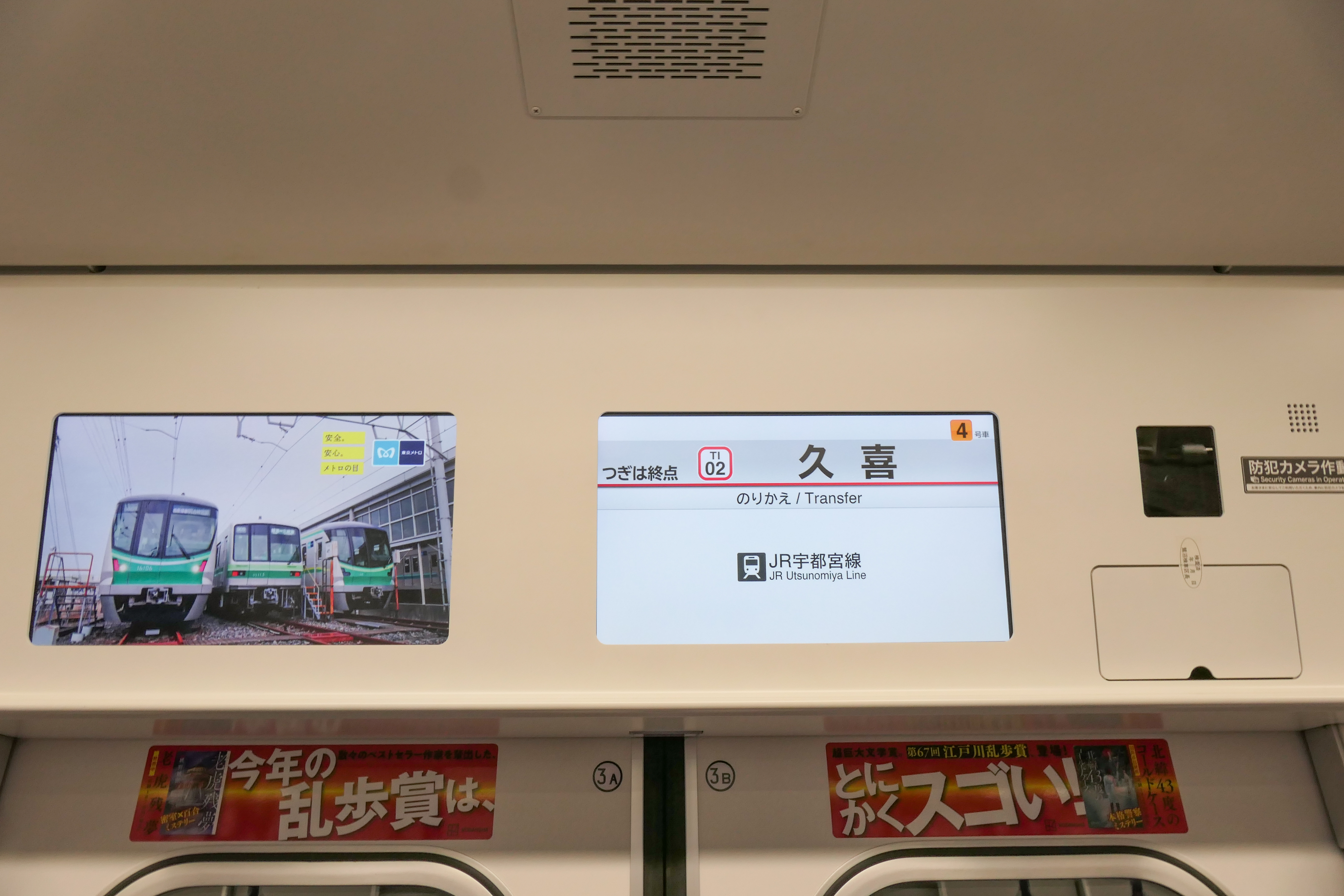
LCD顯示屏

## 機器
採用了丸之內線2000系開始使用的TIMA系統（車輛信息監察和分析系統）能夠從總指揮中心和車輛維護部門遠程監視正在運行的列車的設備狀態。
為了降低出軌事故造成的危險，列車安裝了自動停車的脫軌檢測設備。

## 編成表
|          | ← 久喜・南栗橋・押上 方向 澀谷・中央林間 方向→ |                |             |                |               |               |                |             |                |               |
| 車號     | 1                                              | 2              | 3           | 4              | 5             | 6             | 7              | 8           | 9              | 10            |
| 形式     | 18100形 (CT1)                                  | <0 18200形 (M) | 18300形 (T) | <0 18400形 (M) | 18500形 (Tc1) | 18600形 (Tc2) | <0 18700形 (M) | 18800形 (T) | <0 18900形 (M) | 18000形 (CT2) |
| 搭載機器 |                                                | VVVF           | Bt,CP       | VVVF           | SIV,CP        | SIV           | VVVF           | Bt,CP       | VVVF           |               |
| 動輪軸   | ○○ ○○                                          | ●● ●●          | ○○ ○○       | ●● ●●          | ○○ ○○         | ○○ ○○         | ●● ●●          | ○○ ○○       | ●● ●●          | ○○ ○○         |
| 重量     | 28.5t                                          | 32.6t          | 26.7t       | 32.8t          | 29.1t         | 28.2t         | 32.8t          | 26.7t       | 32.6t          | 28.4t         |
| 車内設備 | ♿︎                                             | ♿︎             | ♿︎          | ♿︎             | ♿︎            | ♿︎            | ♿︎             | ♿︎          | ♿︎             | ♿︎            |
| 車廂編號 | 18101 :                                        | 18201 :        | 18301 :     | 18401 :        | 18501 :       | 18601 :       | 18701 :        | 18801 :     | 18901 :        | 18001 :       |